# Krapina (site)
Krapina, ook bekend als Hušnjakovo brdo ("Hušnjak-heuvel") is een 130.000 jaar oude archeologische vindplaats bij de gelijknamige plaats in Kroatië, waar sinds 1895 talloze botten en artefacten van neanderthalers zijn gevonden. De vondsten van Krapina hebben geleid tot een al een eeuw durend wetenschappelijk debat over de aanwezigheid van kannibalisme bij neandertalers. Deze veronderstellingen zijn grotendeels weerlegd, maar met hoge waarschijnlijkheid werden aan ten minste één van de in Krapina gevonden schedels rituele handelingen verricht.
In  2010 werd bij Krapina het Neanderthalermuseum geopend.

## Ontdekking en opgraving
In 1895 ontdekten twee leraren in een abri nabij de stad Krapina een aantal skeletresten. Dit leidde ertoe dat de directeur van de afdeling geologie en paleontologie van het Natuurhistorisch Museum van Zagreb, Gorjanović-Kramberger, tussen 1899 en 1905 opgravingen liet verrichten, waarover hij talloze publicaties schreef. Bij de opgravingen werden minstens 884 botstukken en 198 tanden van ten minste 23 vroege neanderthalers van ongeveer 130.000 jaar geleden gevonden. Bovendien werden enkele honderden stenen werktuigen en dierlijke botten gevonden. In 1906 publiceerden de opgravers een monografie over de site.
De site werd lange tijd door de inwoners van Krapina gebruikt als zandgroeve. Er werden regelmatig skeletdelen aangetroffen, maar deze werden niet bewaard. Zelfs toen de archeologische opgravingen begonnen, werden niet alleen schoffels en hakken gebruikt, maar ook explosieven. 

## Kannibalisme-hypothese
Gorjanović-Kramberger vermoedde dat het een begrafenissplaats was waar ritueel kanibalisme plaatsvond. In de volgende jaren werden andere verklaringen voor de talrijke breuk- en snijsporen voorgesteld, zoals het gebruik van explosieven, ineenstortingen van grotplafonds, werkzaamheden van latere arbeiders, holenberen, de rituele verwijdering van het vlees, voorbereidingen voor een herbegrafenis, maar ook kannibalisme kwam herhaaldelijk weer ter sprake. Zag men af van beschadigingen ten gevolge van de opgravinswerkzaamheden, het vertrappen door de veelvoudig aanwezige bezoekers, bodemvloeiing en andere processen, dan bleven prehistorische bewerkingen van de stoffelijke resten de meest waarschijnlijke uitleg.
Van grote invloed op het  voortbestaan van de kannibalisme-hypothese was het werk van Fred H. Smith van de Universiteit van Tennessee, die de site als een voormalige begraafplaats zag en geloofde het kannibalisme te kunnen bewijzen. Al enkele jaren wordt de kannibalisme-these echter steeds meer in twijfel gesteld. Met name Erik Trinkaus en Mary Doria Russell spreken deze tegen, en verdedigen eerder de begrafenistheorie. Vergelijkingen met andere begraafplaatsen zijn echter uiterst moeilijk, en het aantal botten dat met zekerheid snijsporen vertoonde nam bij ieder onderzoek af. 

## Nieuwe onderzoekingen
Vanaf 2003 werden de botten in het Natuurhistorisch Museum van Zagreb systematisch onderzocht, beschreven en gefotografeerd, om de basis te creëren voor hernieuwd onderzoek. Bovendien werd de vondstgeschiedenis opnieuw samengevat. 
Het opgravingsverslag van Gorjanović-Kramberger werd ook geraadpleegd. Hij had de stratigrafie erkend en dienovereenkomstig in horizontale lagen uitgegraven. De vondsten werden dienovereenkomstig genummerd. In totaal werden 9 lagen gevonden in de 11m dikke sedimenten, maar het overheersende deel van de vondsten is niet langer toe te wijzen aan specifieke lagen. Ook liet zich geen associatie met de omliggende faunaresten of de zandsteen meer vaststellen. De lagen 3 en 4, die de meeste botresten bevatten, bevonden zich onder een metersdik ingestort plafond, dat waarschijnlijk de fragmentering van de botten veroorzaakte. Daarbij kwamen meerdere neergestorte zandsteenblokken.
Over het algemeen kwam men bij het hertellen op drie gefragmenteerde schedels, drie schedeldakfragmenten, 237 kleinere schedel- en kaakfragmenten en 198 geïsoleerde tanden (in totaal waren er 293 tanden). Bovendien waren er 483 vaak zeer kleine fragmenten die niet tot de schedel behoorden. Over het algemeen bleek dat bepaalde delen van het skelet veel meer kans hadden bewaard te blijven dan andere. Schedel 1 is een na de dood sterk vervormde kinderschedel, waarvan, evenals bij Schedel 2, alleen enige grote delen behouden bleven. Schedel 3 is het best bewaard gebleven.
De meest voorkomende diersoort was de holenbeer, waarvan minstens 30 exemplaren aangetoond werden. Daarnaast vond men resten van veelvraten, wolven, vossen, wilde katten, lynxen, luipaarden en grottenhyena's.

### Krapina 3
De snijsporen aan Krapina 3, meer precies het voorhoofdsbeen, dateren met zekerheid van kort voor ofwel na de dood, omdat er geen tekenen van genezing aanwezig zijn. De 35 sneden in de hoofdhuid lijken in één keer te zijn ontstaan, zodat men sinds 2006 in ieder geval voor dit geval een rituele handeling aannemelijk acht. De dode werd echter niet gescalpeerd. De sneden werden in een 5 tot 6 cm groot gebied aangebracht, en zijn slechts 1 tot 1,5 cm lang.
Verder onderzoek aan de breukpatronen en snijsporen toonden aan dat de breuken in geen geval door menselijke acties werden veroorzaakt. Blijkbaar werden ze eerder veroorzaakt door vallende rotsen of beten van carnivoren. Een onderzoek met een elektronenmicroscoop kon niet worden uitgevoerd omdat de botten om conserveringsredenen bedekt waren met schellak. Maar het werd aangetoond dat noch oriëntatie noch anatomische ordening van de snijsporen overeenkomen met zulke die ontstonden bij dissectie of decarnatie. In sommige gevallen kon aangetoond worden dat de sporen vrij recent waren, zoals een "snijspoor" dat door een moderne belettering voerde, of sneden die door metalen gereedschappen veroorzaakt waren. Volgens Jörg Orschiedt (2008) kon een indicatie van kannibalisme aan de menselijke resten van Krapina niet worden vastgesteld.

## Andere onderzoekingen
Voor sommige individuen kon men de leeftijd vaststellen. Vijf van de botten behoorden tot neanderthalers tussen de leeftijd van 14 en 16, één behoorde tot een 17- tot 19-jarige, en vijf tot 20-jarige individuen. Over het algemeen bevestigt dit de indruk dat de levensverwachting van de neanderthaler misschien dertig jaar was.
Volgens Erik Trinkaus hoeven de resten uit Krapina niet noodzakelijkerwijs als sluitend bewijs voor kannibalisme te gelden. Voor het beweerde bewijs (craniocervicale fragmentatie, diafysaire splitsing, conservering en breuk met patronen van "snijsporen", verbrand bot en loss verspreiding van de skeletresten) zouden volgens hem ook nog andere verklaringen mogelijk kunnen zijn.